# Galàxia del Molinet Austral
El Molinet austral (Messier 83, M83 o NGC5236) és una galàxia espiral de tipus SABc, situada a la constel·lació de l'Hidra femella a uns 15 milions d'anys llum de la Terra. Va ser descoberta per Nicolas-Louis de Lacaille entre el 1751 i el 1752. Charles Messier la va incloure al seu catàleg al març de 1781.

## Característiques
M83 ha estat catalogada com una galàxia espiral intermèdia per Gérard de Vaucouleurs. La galàxia té braços espirals ben marcats que li donen una forta aparença de moviment. Els seus nodes són blaus o vermells. Els vermells són aparentment regions HII, nebuloses difuses, a l'interior de les quals hi ha un recent naixement d'estrelles i on la seva radiació lluminosa és deguda al gas inonitzat de les noves estrelles molt calentes.
Les regions blavoses corresponen a una població d'estrelles joves (algunes desenes de milions d'anys). A l'interior de la regió central es poden distingir bandes de pols. Al seu nucli hi ha fortes emissions de línies espectrals, composta d'estrelles grogues més antigues, la població dominant de la regió central s'estén al llarg de l'estructura en forma de barra.

## Observació
M83 és un objecte visible amb binoculars a l'hemisferi austral, però difícil d'observar a l'hemisferi nord.
Fins fa poc temps M83 era la galàxia on s'havien observat més supernoves, fins a un total de 6.
- 1923A observada per C.O. Lampland en l'Observatori Lowell, de magnitud 14.
- 1945B apareguda el 13 de juliol de 1945 de magnitud 14'2.
- 1950B observada per G. Haro arribant a la magnitud de 14,5.
- 1957D observada per H.S. Gates el 13 de desembre de 1957, de magnitud 15.0, vista a uns 3' NNE del nucli.
- 1968L descoberta visualment per l'astrònom aficionat Jack C. Bennett, va arribar a la magnitud d'11-12.
- 1983N apareguda el 3 de juliol de 1983 va arribar a la magnitud de 12.5.